# 圣日耳曼拉瓦勒
圣日耳曼拉瓦勒（法語：Saint-Germain-Laval，法語發音：[sɛ̃ ʒɛʁmɛ̃ laval] ⓘ）是法国塞纳-马恩省的一个市镇，属于普罗万区。

## 地理
圣日耳曼拉瓦勒（48°23'57"N, 2°59'48"E）面积8.85 平方千米，位于法国法蘭西島大區塞纳-马恩省，该省份为法国北部内陆省份，北起瓦兹省，西接埃松省、马恩河谷省、塞纳-圣但尼省和瓦兹河谷省，南至卢瓦雷省，东南接约讷省，东临马恩省和奥布省，东北接埃纳省。
与圣日耳曼拉瓦勒接壤的市镇（或旧市镇、城区）包括：福尔日、布里地区拉瓦勒、塞纳河畔马罗勒、蒙特罗福约讷、萨兰。

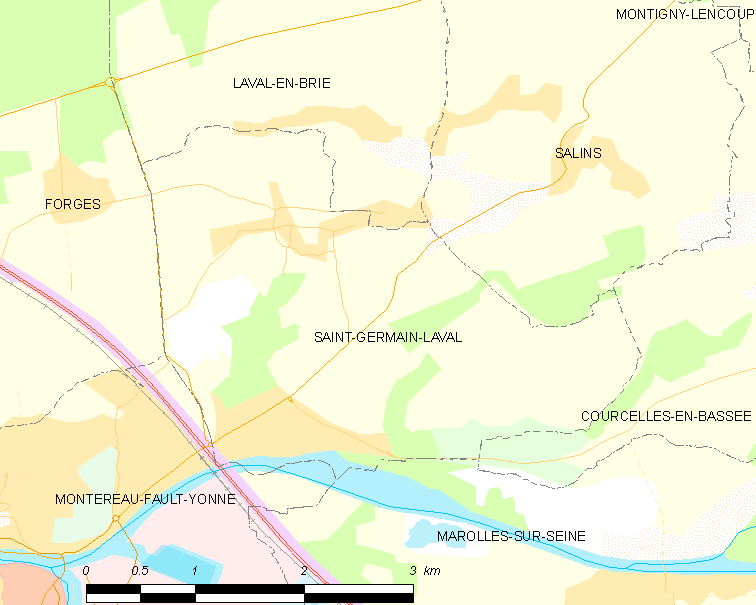
圣日耳曼拉瓦勒的OSM定位图

圣日耳曼拉瓦勒的时区为UTC+01:00、UTC+02:00（夏令时）。

## 行政
圣日耳曼拉瓦勒的邮政编码为77130，INSEE市镇编码为77409。

## 政治
圣日耳曼拉瓦勒所属的省级选区为蒙特罗福约讷县。

## 人口

1962-2008年间圣日耳曼拉瓦勒人口变化图示

圣日耳曼拉瓦勒于2022年1月1日时的人口数量为2887人。